# نیومن لیک (واشینگتن)
نیومن لیک، واشینگتن (به انگلیسی: Newman Lake, Washington) یک جامعه ساکن در محدوده ثبت نشده در ایالات متحده آمریکا است که در شهرستان اسپوکن، واشینگتن واقع شده‌است.

## خصوصیات
نیومن لیک ۶۶۶٫۹۱ متر بالاتر از سطح دریا واقع شده‌است.